# Grand Prix automobile de Trois-Rivières 2003
Navigation
Édition précédente
Le Grand Prix de Trois-Rivières 2003 (officiellement appelé le 2003 Grand Prix de Trois-Rivières), disputé sur le 3 août 2003 sur le circuit urbain provisoire du Circuit Trois-Rivières est la quatrième manche de l'American Le Mans Series 2003.

## Course
Voici le classement provisoire au terme de la course.
- Les vainqueurs de chaque catégorie sont signalés par un fond jauni.
- Pour la colonne Pneus, il faut passer le curseur au-dessus du modèle pour connaître le manufacturier de pneumatiques.

| Pos.   | Classe | N° | Écurie                   | Pilotes                                              | Châssis                     | Pneus | Tours |
| Pos.   | Classe | N° | Écurie                   | Pilotes                                              | Moteur                      | Pneus | Tours |
| ------ | ------ | -- | ------------------------ | ---------------------------------------------------- | --------------------------- | ----- | ----- |
| 1      | LMP900 | 1  | Infineon Team Joest      | Marco Werner Frank Biela                             | Audi R8                     | M     | 169   |
| 1      | LMP900 | 1  | Infineon Team Joest      | Marco Werner Frank Biela                             | Audi 3.6L Turbo V8          | M     | 169   |
| 2      | LMP900 | 38 | ADT Champion Racing      | Johnny Herbert JJ Lehto                              | Audi R8                     | M     | 169   |
| 2      | LMP900 | 38 | ADT Champion Racing      | Johnny Herbert JJ Lehto                              | Audi 3.6L Turbo V8          | M     | 169   |
| 3      | LMP900 | 10 | JML Team Panoz           | Olivier Beretta David Saelens                        | Panoz LMP01 Evo             | M     | 164   |
| 3      | LMP900 | 10 | JML Team Panoz           | Olivier Beretta David Saelens                        | Élan 6L8 6.0L V8            | M     | 164   |
| 4      | GTS    | 4  | Corvette Racing          | Kelly Collins Oliver Gavin                           | Chevrolet Corvette C5-R     | G     | 162   |
| 4      | GTS    | 4  | Corvette Racing          | Kelly Collins Oliver Gavin                           | Chevrolet LS7-R 7.0L V8     | G     | 162   |
| 5      | GTS    | 3  | Corvette Racing          | Ron Fellows Johnny O'Connell                         | Chevrolet Corvette C5-R     | G     | 162   |
| 5      | GTS    | 3  | Corvette Racing          | Ron Fellows Johnny O'Connell                         | Chevrolet LS7-R 7.0L V8     | G     | 162   |
| 6      | LMP900 | 11 | JML Team Panoz           | Scott Maxwell Gunnar Jeannette                       | Panoz LMP01 Evo             | M     | 162   |
| 6      | LMP900 | 11 | JML Team Panoz           | Scott Maxwell Gunnar Jeannette                       | Élan 6L8 6.0L V8            | M     | 162   |
| 7      | LMP900 | 12 | American Spirit Racing   | Michael Lewis Tomy Drissi                            | Riley & Scott Mk III (en)   | D     | 159   |
| 7      | LMP900 | 12 | American Spirit Racing   | Michael Lewis Tomy Drissi                            | Lincoln (Élan) 5.0L V8      | D     | 159   |
| 8      | GTS    | 0  | Team Olive Garden        | Emanuele Naspetti Mimmo Schiattarella                | Ferrari 550 Maranello       | P     | 157   |
| 8      | GTS    | 0  | Team Olive Garden        | Emanuele Naspetti Mimmo Schiattarella                | Ferrari 6.0L V12            | P     | 157   |
| 9      | GT     | 23 | Alex Job Racing          | Lucas Luhr Sascha Maassen                            | Porsche 911 GT3 RS          | M     | 156   |
| 9      | GT     | 23 | Alex Job Racing          | Lucas Luhr Sascha Maassen                            | Porsche 3.6L Flat-6         | M     | 156   |
| 10     | LMP675 | 37 | Intersport Racing (en)   | Jon Field Duncan Dayton                              | MG-Lola EX257               | G     | 154   |
| 10     | LMP675 | 37 | Intersport Racing (en)   | Jon Field Duncan Dayton                              | MG (AER) XP20 2.0L Turbo I4 | G     | 154   |
| 11     | LMP900 | 30 | Intersport Racing (en)   | Clint Field Mike Durand                              | Lola B2K/10                 | G     | 154   |
| 11     | LMP900 | 30 | Intersport Racing (en)   | Clint Field Mike Durand                              | Judd GV4 4.0L V10           | G     | 154   |
| 12     | GT     | 35 | Risi Competizione        | Anthony Lazzaro Ralf Kelleners                       | Ferrari 360 Modena GTC      | M     | 153   |
| 12     | GT     | 35 | Risi Competizione        | Anthony Lazzaro Ralf Kelleners                       | Ferrari 3.6L V8             | M     | 153   |
| 13     | GTS    | 80 | Prodrive                 | David Brabham Jan Magnussen                          | Ferrari 550-GTS Maranello   | M     | 152   |
| 13     | GTS    | 80 | Prodrive                 | David Brabham Jan Magnussen                          | Ferrari 5.9L V12            | M     | 152   |
| 14     | GT     | 79 | J3 Racing                | David Murry Justin Jackson                           | Porsche 911 GT3 RS          | M     | 152   |
| 14     | GT     | 79 | J3 Racing                | David Murry Justin Jackson                           | Porsche 3.6L Flat-6         | M     | 152   |
| 15     | GT     | 63 | ACEMCO Motorsports       | Terry Borcheller Shane Lewis                         | Ferrari 360 Modena GTC      | Y     | 151   |
| 15     | GT     | 63 | ACEMCO Motorsports       | Terry Borcheller Shane Lewis                         | Ferrari 3.6L V8             | Y     | 151   |
| 16     | GT     | 33 | ZIP Racing               | Andy Lally Spencer Pumpelly                          | Porsche 911 GT3 RS          | D     | 145   |
| 16     | GT     | 33 | ZIP Racing               | Andy Lally Spencer Pumpelly                          | Porsche 3.6L Flat-6         | D     | 145   |
| 17     | GT     | 89 | Inline Cunningham Racing | Oswaldo Negri Jr. Scott Bader                        | Porsche 911 GT3 RS          | Y     | 145   |
| 17     | GT     | 89 | Inline Cunningham Racing | Oswaldo Negri Jr. Scott Bader                        | Porsche 3.6L Flat-6         | Y     | 145   |
| 18     | LMP675 | 18 | Essex Racing             | Melanie Paterson Jason Workman                       | Lola B2K/40                 | P     | 133   |
| 18     | LMP675 | 18 | Essex Racing             | Melanie Paterson Jason Workman                       | Nissan (AER) VQL 3.0L V6    | P     | 133   |
| 19     | GT     | 43 | Orbit Racing             | Marc Lieb Peter Baron                                | Porsche 911 GT3 RS          | M     | 131   |
| 19     | GT     | 43 | Orbit Racing             | Marc Lieb Peter Baron                                | Porsche 3.6L Flat-6         | M     | 131   |
| 20 DNF | GTS    | 88 | Prodrive                 | Tomáš Enge Peter Kox                                 | Ferrari 550-GTS Maranello   | M     | 115   |
| 20 DNF | GTS    | 88 | Prodrive                 | Tomáš Enge Peter Kox                                 | Ferrari 5.9L V12            | M     | 115   |
| 21     | GT     | 68 | The Racer's Group        | Marc Bunting Chris Gleason                           | Porsche 911 GT3 RS          | M     | 107   |
| 21     | GT     | 68 | The Racer's Group        | Marc Bunting Chris Gleason                           | Porsche 3.6L Flat-6         | M     | 107   |
| 22 DNF | LMP675 | 56 | Team Bucknum Racing      | Jeff Bucknum Bryan Willman Chris McMurry             | Pilbeam (en) MP91           | D     | 106   |
| 22 DNF | LMP675 | 56 | Team Bucknum Racing      | Jeff Bucknum Bryan Willman Chris McMurry             | Willman (JPX) 3.4L V6       | D     | 106   |
| 23 DNF | GT     | 24 | Alex Job Racing          | Jörg Bergmeister Timo Bernhard                       | Porsche 911 GT3 RS          | M     | 85    |
| 23 DNF | GT     | 24 | Alex Job Racing          | Jörg Bergmeister Timo Bernhard                       | Porsche 3.6L Flat-6         | M     | 85    |
| 24 DNF | GT     | 66 | The Racer's Group        | Kevin Buckler (en) Cort Wagner                       | Porsche 911 GT3 RS          | M     | 70    |
| 24 DNF | GT     | 66 | The Racer's Group        | Kevin Buckler (en) Cort Wagner                       | Porsche 3.6L Flat-6         | M     | 70    |
| 25 DNF | LMP675 | 16 | Dyson Racing             | Butch Leitzinger James Weaver                        | MG-Lola EX257               | G     | 63    |
| 25 DNF | LMP675 | 16 | Dyson Racing             | Butch Leitzinger James Weaver                        | MG (AER) XP20 2.0L Turbo I4 | G     | 63    |
| 26 DNF | GT     | 28 | JMB Racing USA           | Stéphane Grégoire Eliseo Salazar Christian Pescatori | Ferrari 360 Modena GTC      | P     | 56    |
| 26 DNF | GT     | 28 | JMB Racing USA           | Stéphane Grégoire Eliseo Salazar Christian Pescatori | Ferrari 3.6L V8             | P     | 56    |
| 27 DNF | GT     | 61 | P.K. Sport               | Spencer Trenery Vic Rice                             | Porsche 911 GT3-R           | P     | 54    |
| 27 DNF | GT     | 61 | P.K. Sport               | Spencer Trenery Vic Rice                             | Porsche 3.6L Flat-6         | P     | 54    |
| 28 DNF | GT     | 60 | P.K. Sport               | Robin Liddell Alex Davison                           | Porsche 911 GT3 RS          | P     | 50    |
| 28 DNF | GT     | 60 | P.K. Sport               | Robin Liddell Alex Davison                           | Porsche 3.6L Flat-6         | P     | 50    |
| 29 DNF | GT     | 67 | The Racer's Group        | Michael Schrom (en) Jean-François Dumoulin           | Porsche 911 GT3 RS          | M     | 5     |
| 29 DNF | GT     | 67 | The Racer's Group        | Michael Schrom (en) Jean-François Dumoulin           | Porsche 3.6L Flat-6         | M     | 5     |
| 30 DNF | LMP675 | 20 | Dyson Racing             | Chris Dyson Andy Wallace                             | MG-Lola EX257               | G     | 1     |
| 30 DNF | LMP675 | 20 | Dyson Racing             | Chris Dyson Andy Wallace                             | MG (AER) XP20 2.0L Turbo I4 | G     | 1     |
| DNS    | GT     | 03 | Hyper Sport              | Joe Foster Brad Nyberg Rick Skelton                  | Panoz Esperante GT-LM       | P     | -     |
| DNS    | GT     | 03 | Hyper Sport              | Joe Foster Brad Nyberg Rick Skelton                  | Élan 5.0L V8                | P     | -     |

## Statistiques
- Pole Position - #1 Infineon Team Joest - 0:57.740
- Record du tour - #1 Infineon Team Joest - 0:59.265
- Distance - 413.680 km
- Vitesse moyenne - 137.808 km/h